# روزي بارب

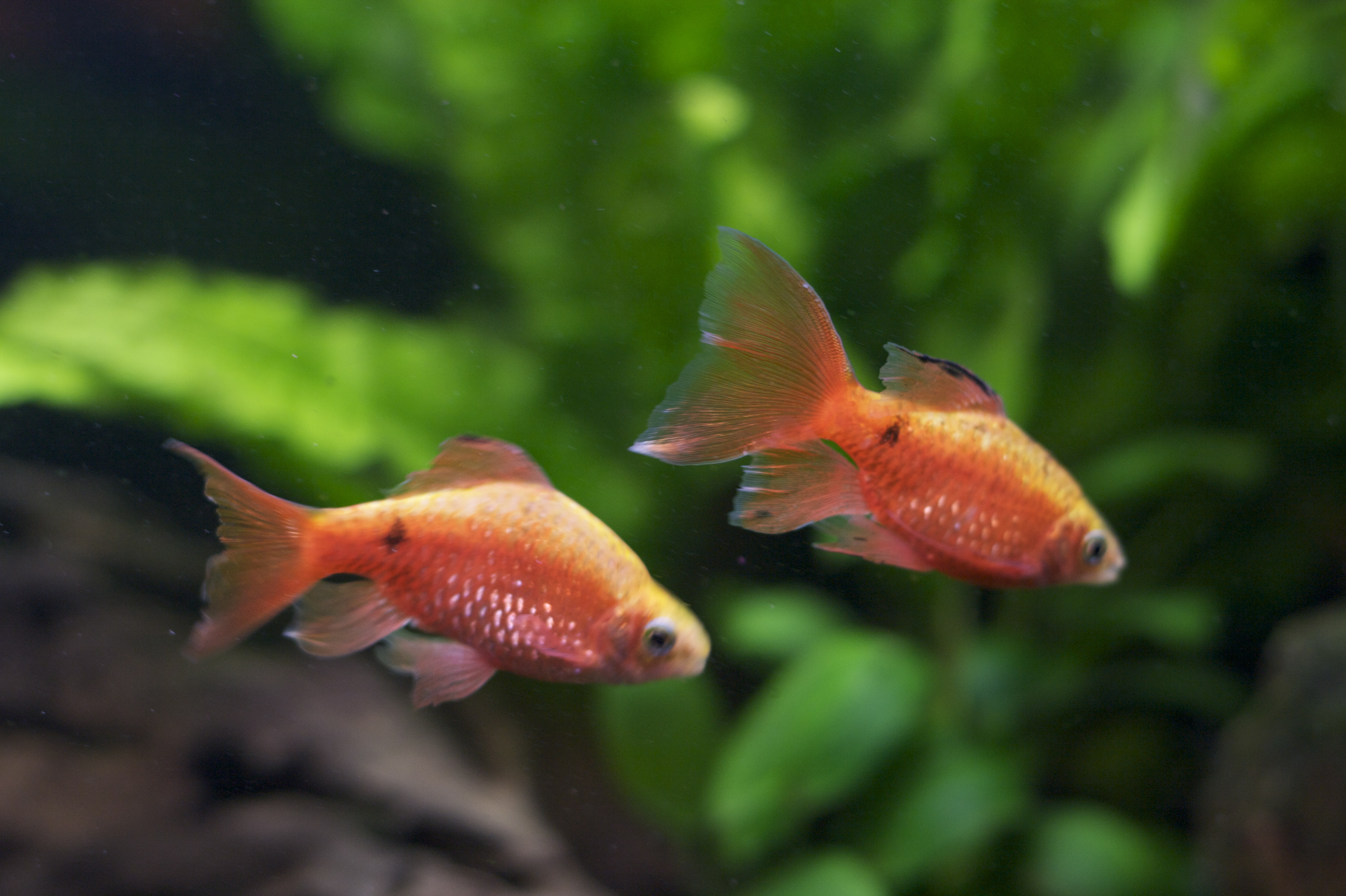

روزي بارب (بالإنجليزية: Rosy barb)‏، (باللاتينية: Puntius conchonius) وتسمى أحيانا ب باريس وردي، هي سمكة زينة من فصيلة الشبوطيات، وتعتبر أكبر فصيلة البارب حجما حيث يصل حجمها إلى 6 بوصة أو 15 سم في الطبيعة، يكون الذكر أحمر وذهبيا مع بقع السوداء قرب المؤخرة وفي الزعنفة الظهرية أما الأنثى فلا تحتوي على اللون الأحمر ويكون أغلب جسمها ذهبيا ولها نقطة سوداء في الثلث الأخير من جسمها.
موطنها الأصلي شمال الهند والبنغال وهي من الأسماك المسالمة جدا وتصلح للعيش في مجموعات ومتوافقة مع جميع الأسماك حتى الفانتيل في الأحواض غير المدفأة، كما تأكل الزرع والطحالب أيضا. تضع السمكة البيض طليقا بين النبتات الناعمة ولكنها للأسف تاكل أولادها حين يفقس البيض فلذلك لابد من عزل الأبوين عن الصغار بمجر أن يتم الفقس والفقس يكون في غضون 30 ساعة من وضع البيض. للتفريق بين الذكر والأنثى يكون الذكر جوانبه حمراء والأنثى جوانبها صفراء في موسم التزاوج.